# Cimetière militaire allemand de Fricourt
Le cimetière militaire allemand de Fricourt est un cimetière militaire de la Première Guerre mondiale, situé à Fricourt dans le département de la Somme.

## Le Cimetière

### Caractéristiques
Le cimetière se situe à la sortie du village. Édifié par la France en 1920, les tombes regroupées ici proviennent de 79 lieux différents (périphérie d'Albert et de la vallée de l'Ancre, de Bapaume, de Combles, de Villers-Bretonneux...).
Il contient 17 026 corps, 5 056 dans des tombes individuelles (dont 144 n'ont pu être identifiés) et 11 970 dans quatre ossuaires (dont 5 331 ont pu être identifiés). Environ 1 000 hommes inhumés dans le cimetière de Fricourt entre la fin août 1914 et la fin juin 1916, environ 10 000 furent tués au cours de la Bataille de la Somme (1er juillet-mi-novembre 1916) et plus de 6 000 tombèrent au cours de la Bataille du Kaiser (mars-octobre 1918).
Le cimetière militaire allemand de Fricourt est, par le nombre de morts, le second cimetière allemand de la Somme après celui de Vermandovillers.

### Le Baron rouge

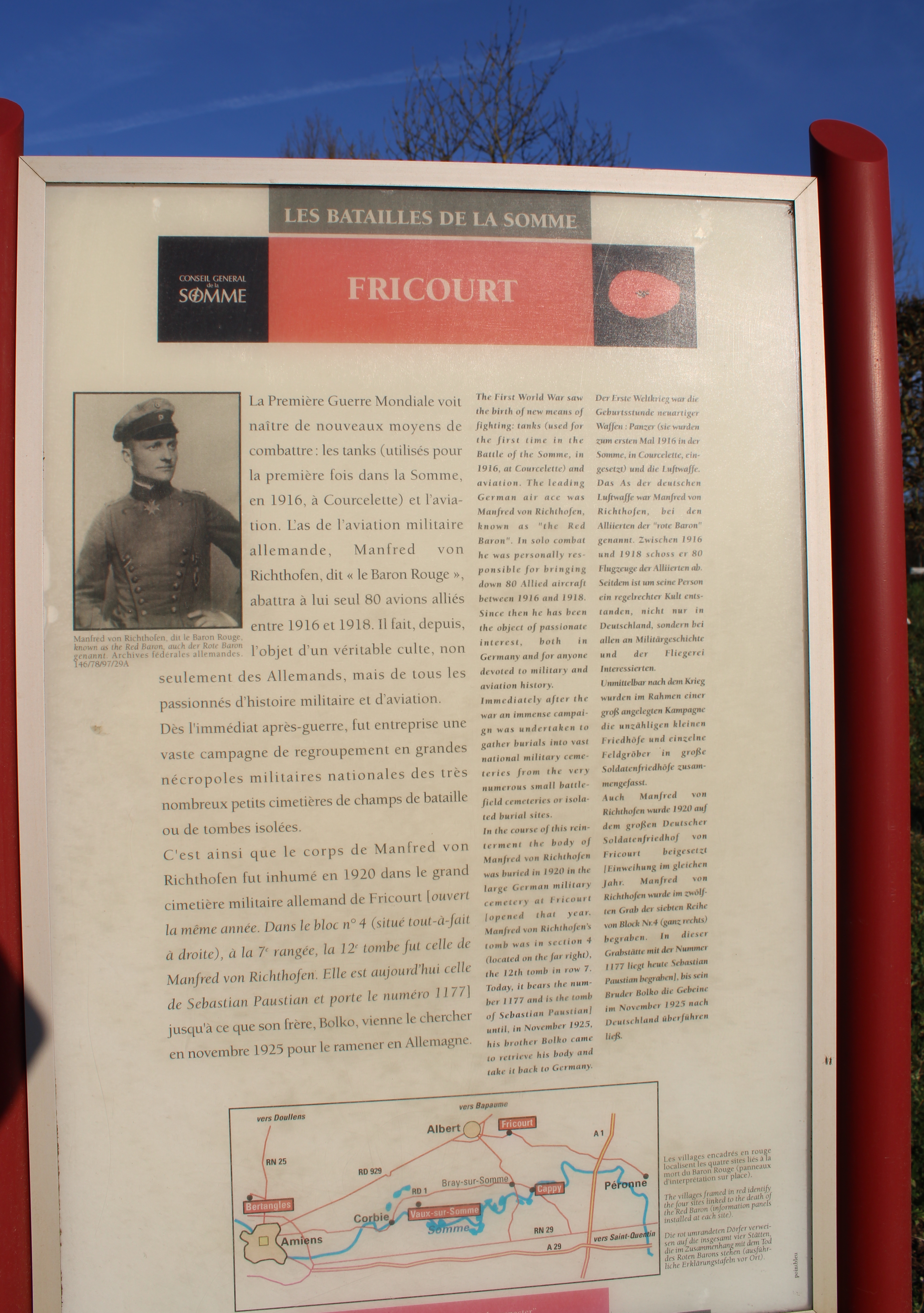
Histoire du Baron Rouge.

Le Baron rouge, Manfred von Richtofen, as de l'aviation allemande, abattu en vol le 21 avril 1918 et tombé sur le territoire de Vaux-sur-Somme, inhumé d'abord à Bertangles a été ensuite inhumé dans le cimetière militaire allemand de Fricourt, puis en 1925 sa dépouille fut transférée en Allemagne.

### Galerie de photos

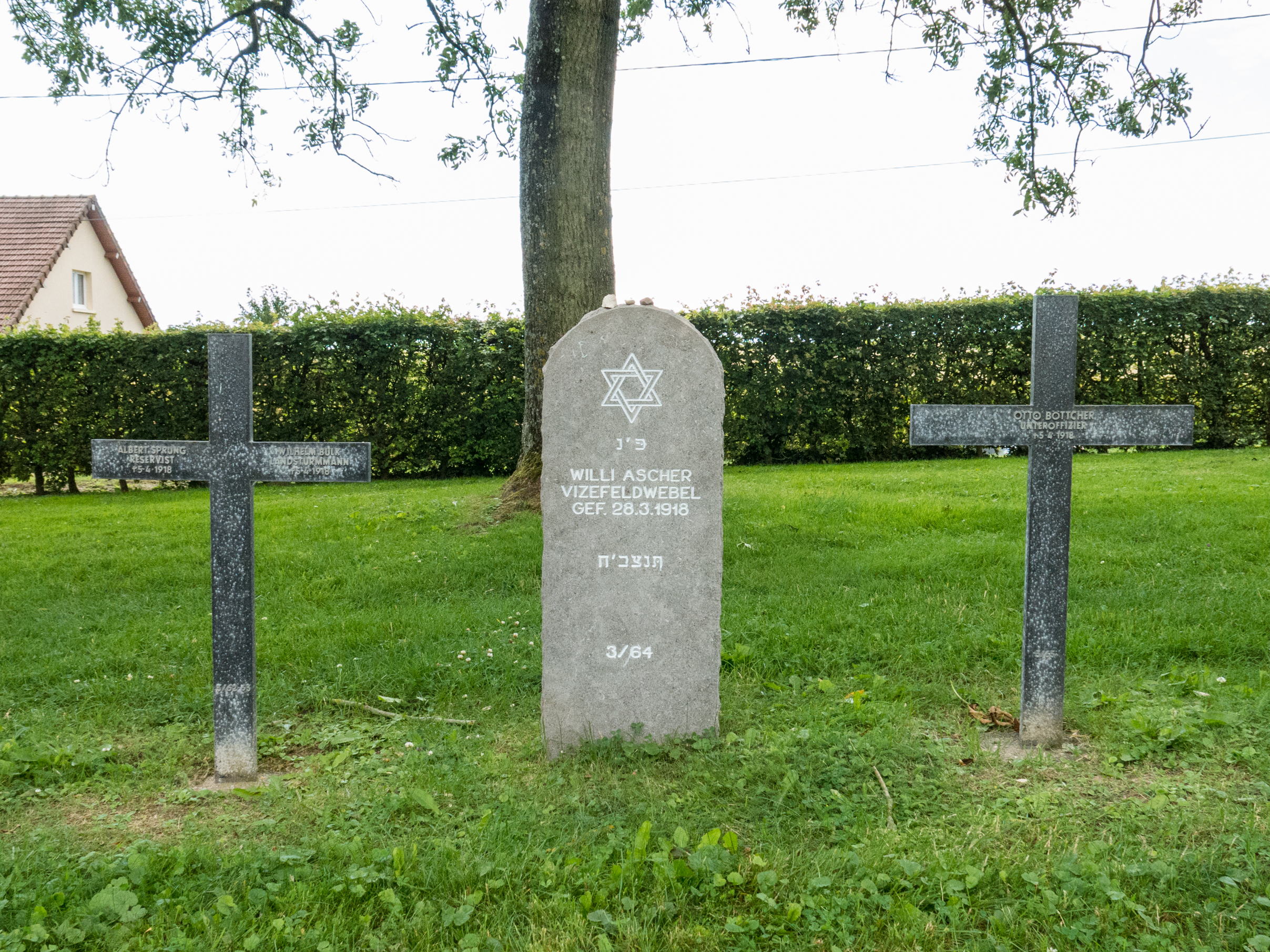
Pierre tombale pour un soldat juif.
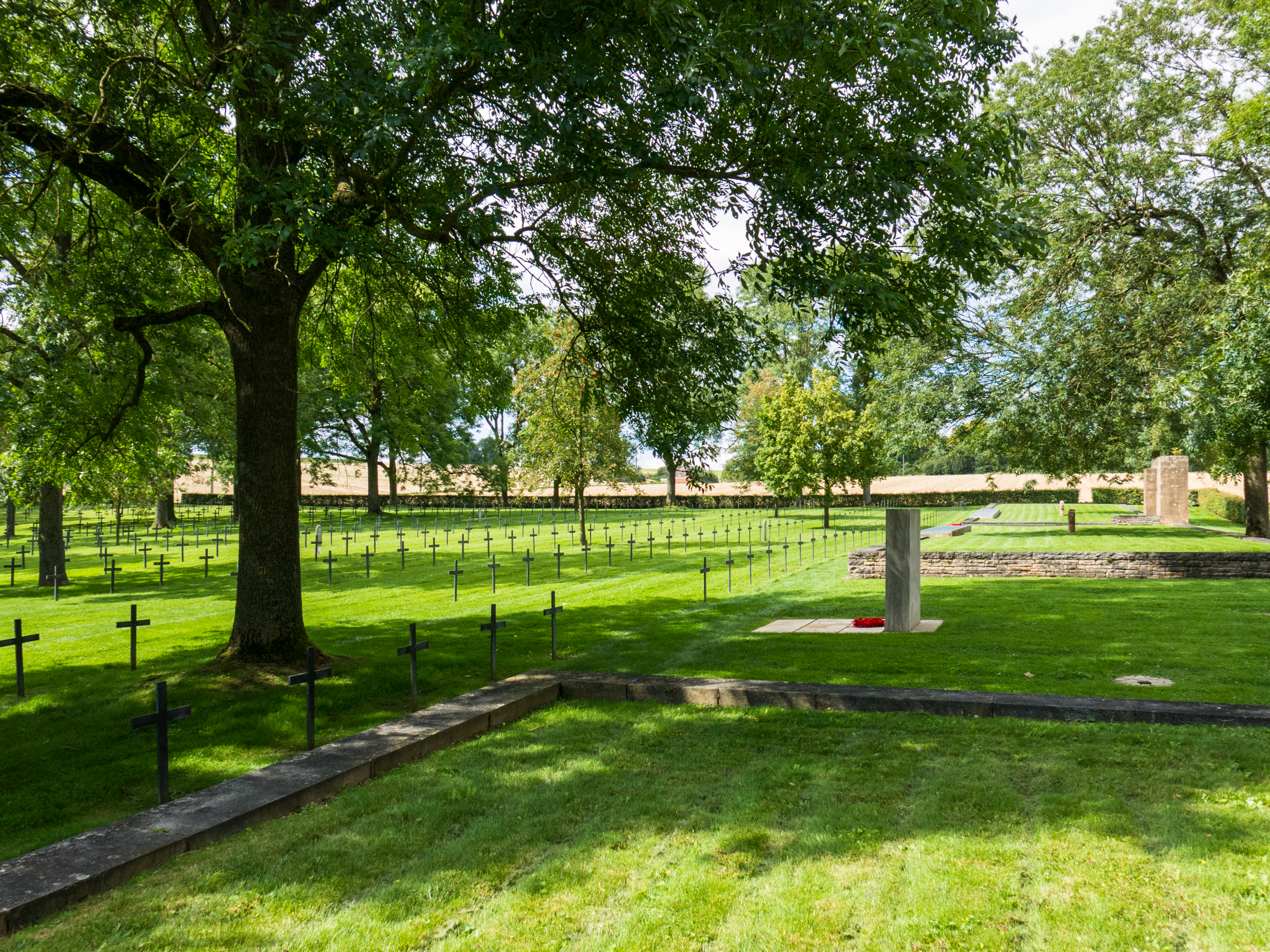
Tombes individuelles et ossuaires.
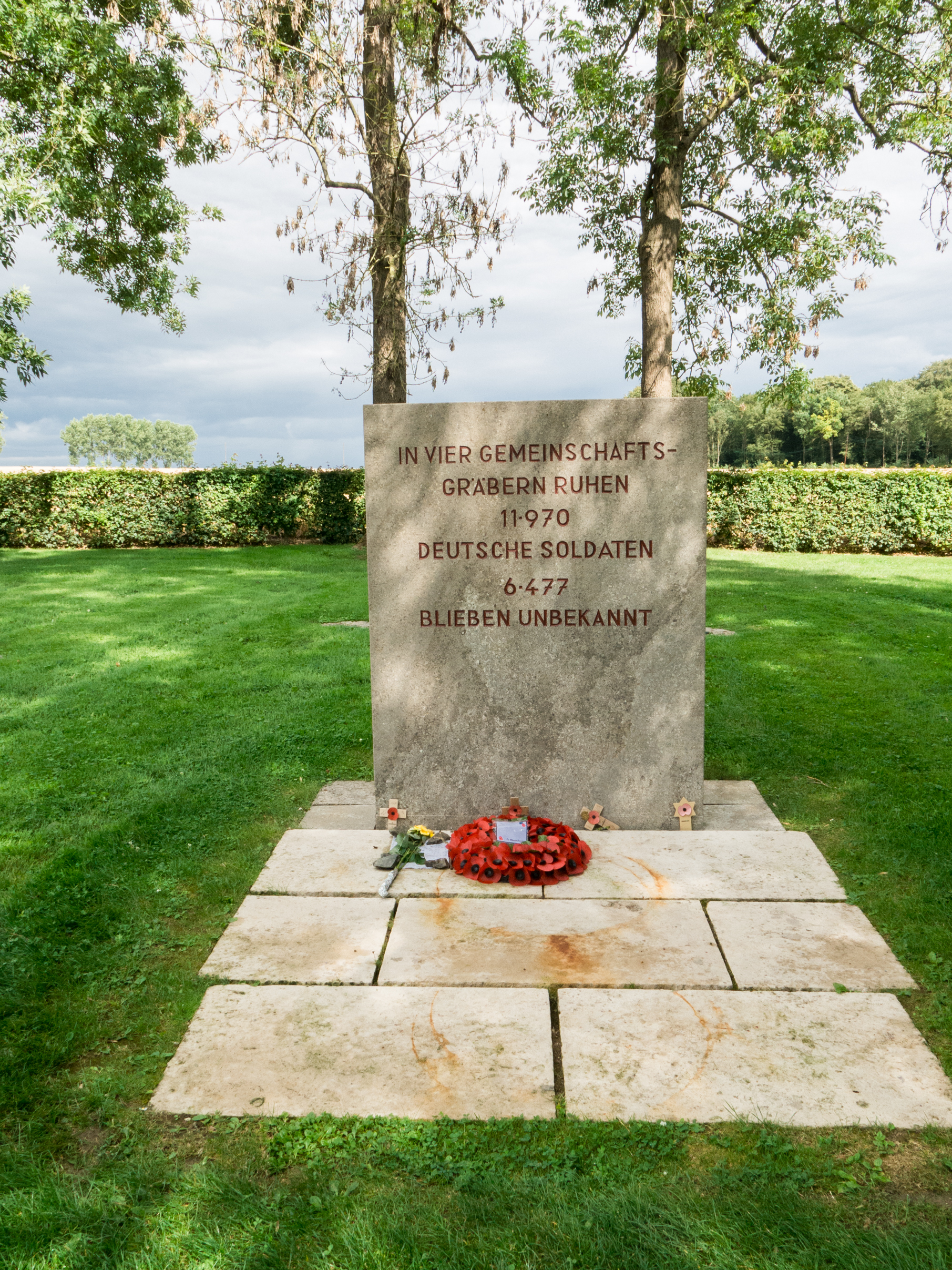
Ossuaires.
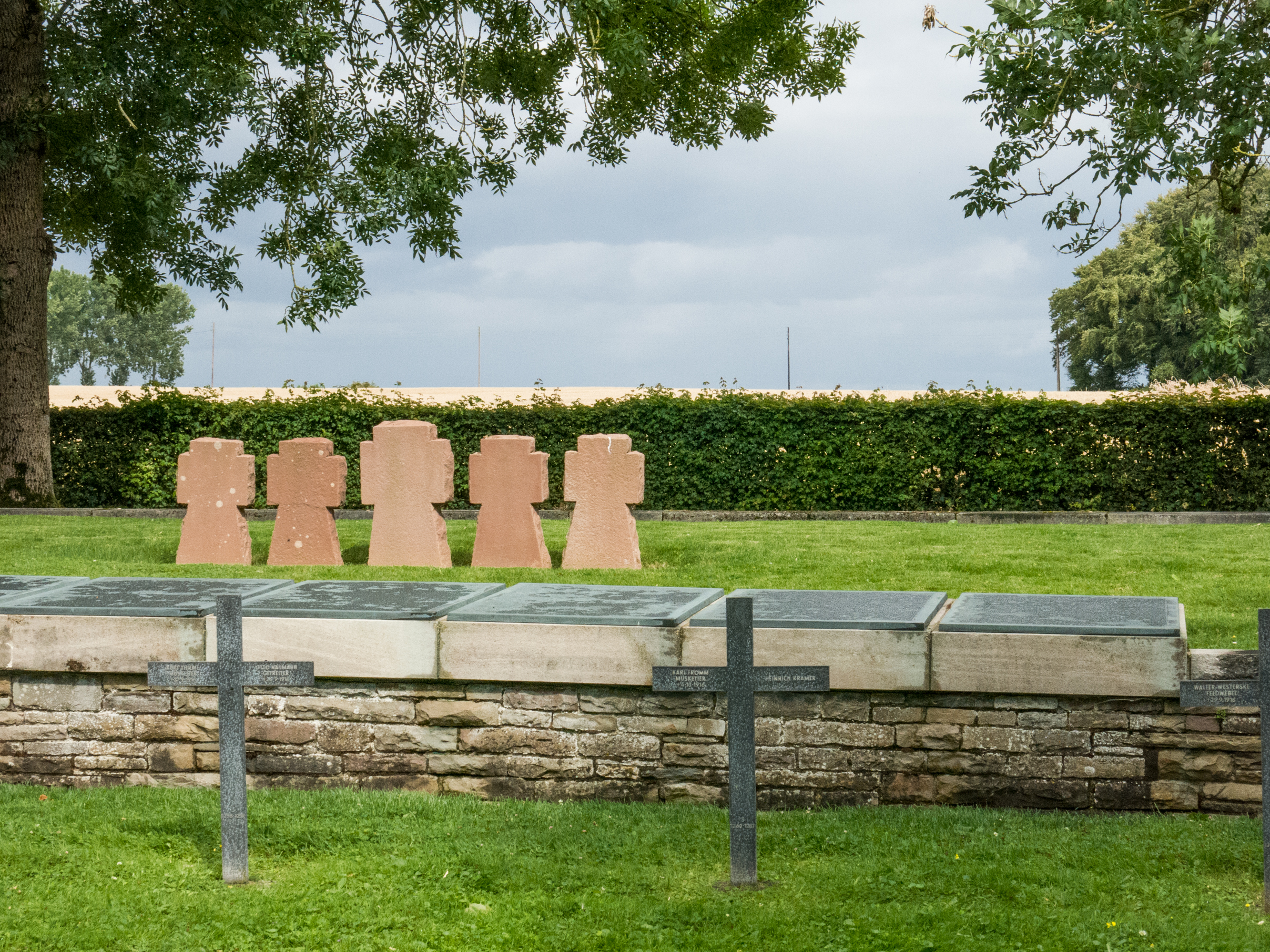
Plaques avec les noms des soldats identifiés dans les ossuaires (devant les croix en pierre).
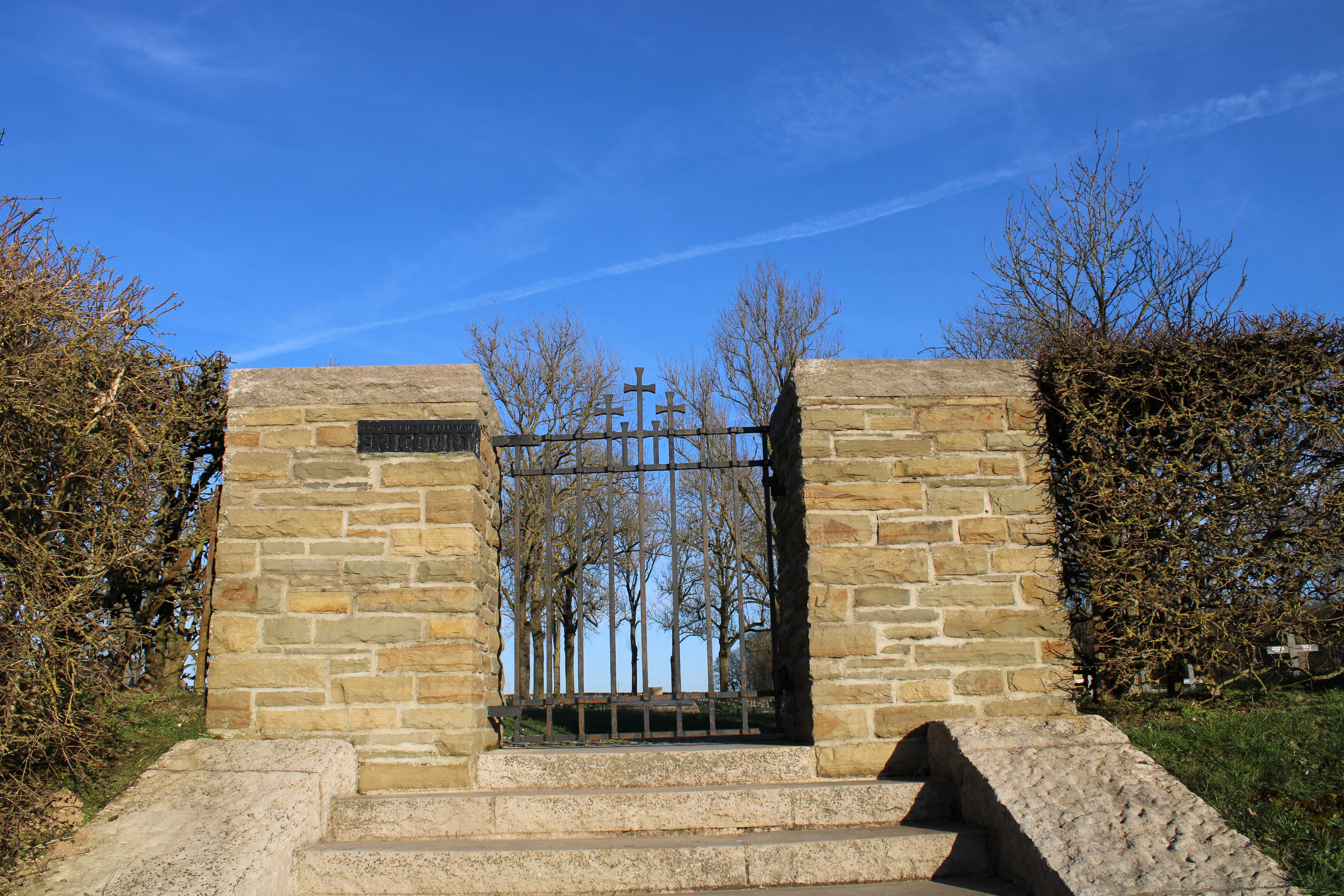
Entrée du cimetière.
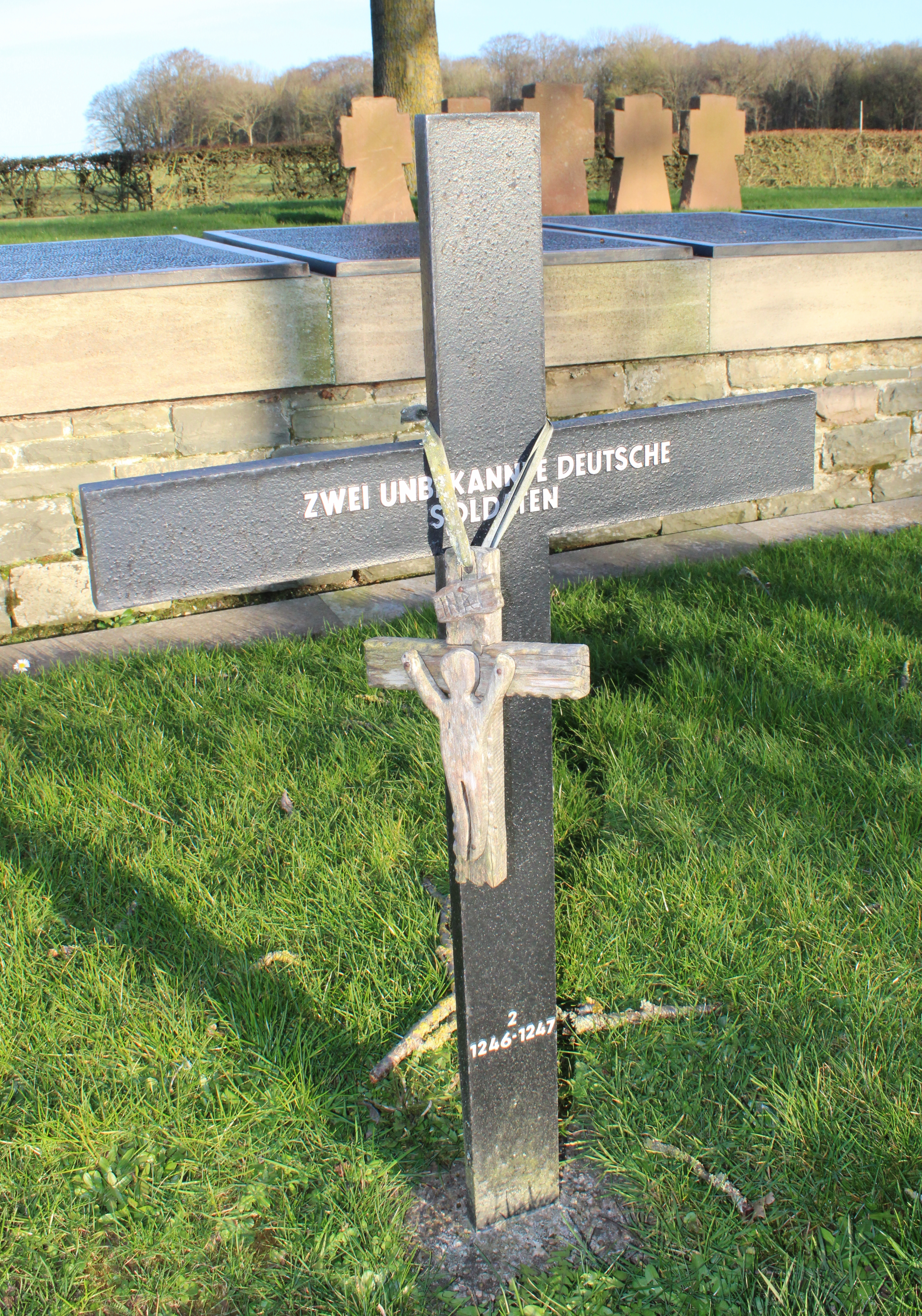
Christ en bois sur une croix.
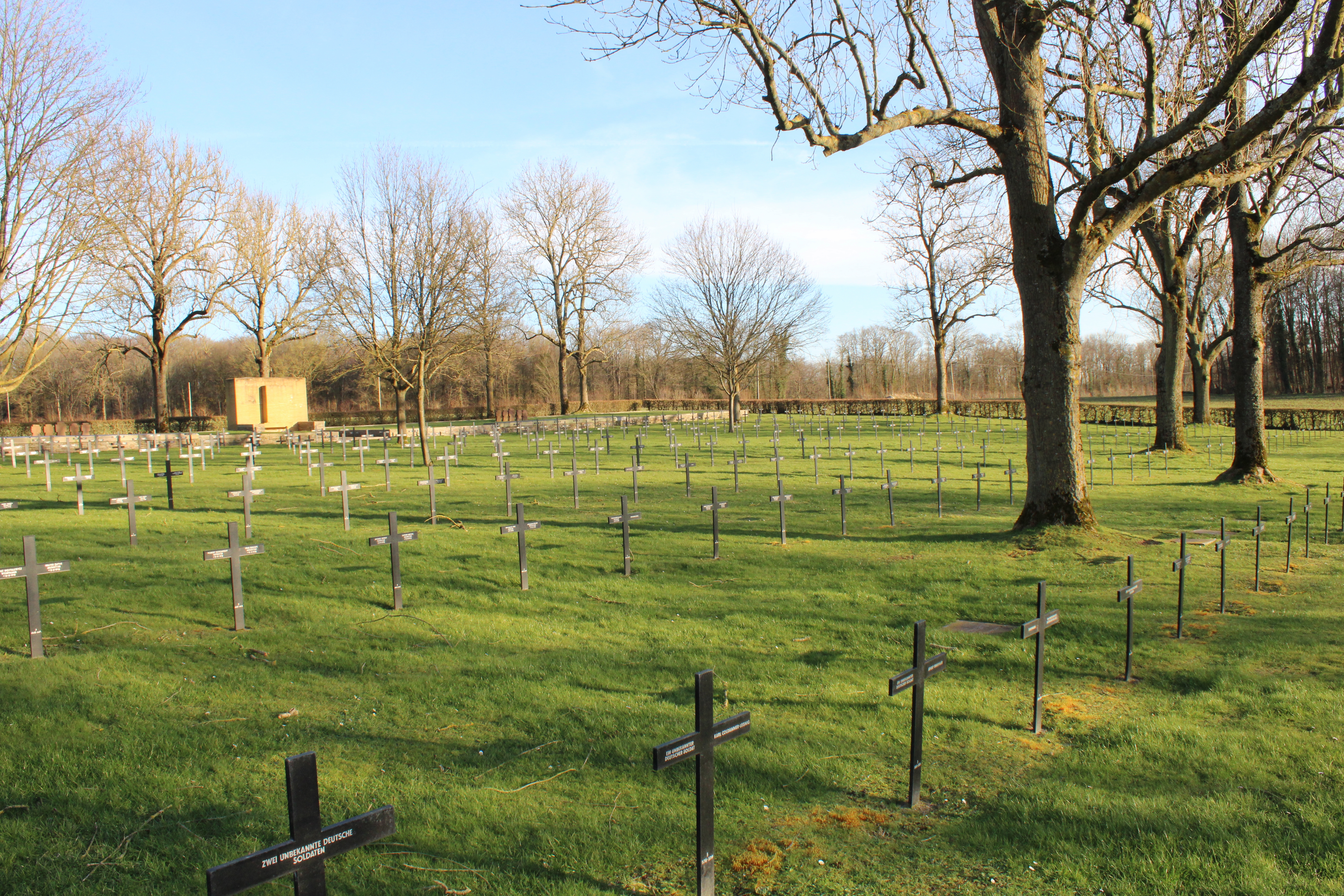
Vue générale du cimetière.

## Pour approfondir